# روبرت الكسندر (محامي)
روبرت الكسندر (بالإنجليزية: Robert Alexander)‏ هو ضابط ومحامي أمريكي، ولد في 17 أكتوبر 1863 في بالتيمور في الولايات المتحدة، وتوفي في 20 أغسطس 1941 في نيويورك في الولايات المتحدة.